# Aes Sedai
Aes Sedai (engl. Aes Sedai) je društvo u seriji knjiga „Točak vremena“, američkog pisca Roberta Džordana. Predstavljeni su kao žene ili muškarci koji imaju sposobnost da koriste Jednu moć. U Dobu legendi, Aes Sedai su bili naučnici, isceljitelji i filozofi, pa otuda i njihov naziv Aes Sedai, što na Starom jeziku znači „sluge sviju“. Od Slamanja sveta, sve Aes Sedai su žene, a svaki muškarac sa sposobnošću da koristi Jednu moć će vremenom poludeti. Na zapadnom kontinentu, Aes Sedai su se nastanile na ostrvu Tar Valon (engl. Tar Valon), gde su uz pomoć Ogijera izgradile Belu kulu, svoje buduće sedište.
Aes Sedai su podeljene u društva koja se nazivaju ađasima (engl. ajah). Ima ih sedam i to su: Plavi, Crveni, Beli, Zeleni, Smeđi, Žuti i Sivi ađah. Svaki od njih ima svoju ideologiju i svrhu:
- Plavi je posvećen proučavanju uzroka i traženju istine;
- Crveni je posvećen potrazi za muškarcima koji mogu da koriste Jednu moć i smirivanju istih;
- Beli je posvećen istini i filozofiji;
- Zeleni je posvećen pripremama za učešće u Tarmon Ga'idonu, poslednjoj bici;
- Smeđi je posvećen traganju za znanjem;
- Žuti je posvećen izučavanju Isceljivanja, metodu lečenja uz pomoć Jedne moći;
- Sivi je posvećen rešavanju konflikata i ostvarivanju pravde.

Pored sedam zvaničnih ađaha, postoji i Crni ađah, koji je posvećen služenju Mračnom.
Kako bi postale Aes Sedai, devojke prvo moraju postati polaznice, zatim Prihvaćene i na kraju Aes Sedai. Vođa Aes Sedai nosi titulu Amirlin Tron, a njena zamenica titulu Čuvara Hronika. Najznačajnije odluke vezane za delovanje Aes Sedai donosi Dvorana Kule, administrativno telo koje se sastoji od po tri Predstavnice iz svakog ađaha.